# Lampetis alvarengai
Lampetis alvarengai es una especie de escarabajo del género Lampetis, familia Buprestidae. Fue descrita científicamente por Cobos en 1972.